# Тончу, Елена Александровна
Еле́на Алекса́ндровна То́нчу (29 декабря 1959, Крымск, Краснодарский край — 16 января 2022, Москва) — общественный деятель, писатель, издатель, генеральный директор ООО «Издательский Дом ТОНЧУ».
Доктор экономических наук, профессор.
Член Международного Союза экономистов; член правления Вольного экономического общества России;
член Международной академии наук Высшей школы России;
член Общероссийской общественной организации «Муниципальная Академия»;
член правления Международного консультативно-правового центра по налогообложению;
член Экспертного совета Российского Фонда поддержки детей, находящихся в трудной жизненной ситуации;
член Союза писателей России;
член Союза журналистов России;
координатор Сети Женщин Лидеров Азиатско-Тихоокеанского экономического сотрудничества;
президент Регионального общественного движения социальной поддержки и культурного развития «Матери Отчизны».
Автор более девяноста научных работ, среди которых двадцать монографий по вопросам экономики, труда и женской занятости.
Автор более сорока книг по женской теме.

## Биография
Родилась 29 декабря 1959 года в г. Крымск Краснодарского края в казачьей семье.
В 1985 году окончила Одесский институт инженеров морского флота по специальности инженер-экономист по организации и управлению морским транспортом.
В 1998 году основала и возглавила «Издательский Дом ТОНЧУ».
В 1999 году  окончила Кубанский государственный аграрный университет по специальности юрист, в 2001 - по специальности экономист.
В 2002 году присвоено учёное звание профессора.
В 2002 году присуждена учёная степень доктора экономических наук.
Елена Александровна стала первой женщиной доктором экономических наук на Кубани.
В 2009 году явилась инициатором создания, а впоследствии стала президентом Регионального общественного движения социальной поддержки и культурного развития «Матери Отчизны».

## Общественная деятельность
С 1992 года занималась общественной деятельностью. Была участницей многих международных, всероссийских и краевых конференций, конгрессов, встреч.
Из них наиболее значимые:
● 1995 год - в составе российской делегации принимала участие в работе IV Всемирной конференции ООН по положению женщин (Пекин).
● 1999 год - Международная конференция «Женщины и демократия на рубеже нового тысячелетия» (Исландия, Рейкьявик).
● 2001 год - Совещание «Вызовы и возможности для женщин Азиатско-Тихоокеанского региона в процессе экономической глобализации» (Пекин).
● 2003 год - Первый форум женщин-предпринимателей под эгидой Европейской экономической комиссии ООН (Женева).
● 2003 год – выступление с докладом на Международном форуме «Интеграция науки и образования в XXI веке» (Германия).
● 2005 год – выступление с докладом на Всероссийской конференции «Развитие женского лидерства – путь к процветанию России» (Москва).
● 2008 год – делегирована от России на конференцию МДФЖ (Международная Демократическая Федерация женщин) в г.Афины, Греция. 
● 2008 год – входила в составе оргкомитета по подготовке и проведению Второго Всероссийского съезда женщин, посвященного 100-летию Первого Всероссийского съезда женщин в 1908 г. (Колонный зал Дома Союзов, г. Москва).

## Награды и звания
● За активное участие в общественной и научной жизни России и краснодарского края удостоена звания «Человек года – 1999» в номинации «Духовные радетели Кубани», проводимой газетой «Вольная Кубань».
● Золотая медаль, две серебряных медали и диплом Вольного Экономического общества России - за издание и популяризацию наследия А.В. Чаянова.
● Памятная медаль Александра Васильевича Чаянова МСХА имени К.А. Тимирязева – за издание и популяризацию наследия А.В. Чаянова.
● Золотая медаль и диплом Всероссийского выставочного центра за активное участие в общественной и научной жизни России, за издание серии книг, посвященных женщинам, и участие в выставке «Музы России».
● Серебряная медаль имени императрицы Марии Фёдоровны «За социальное сужение».
● Почётный знак «Трудовая доблесть России».
● Памятная медаль Союза женщин России. За активную гражданскую позицию.
● Медаль общественного отличия «Трудовая доблесть России».
● Медаль «Во славу Отечества».
● Медаль «За вклад в подготовку празднования 200-летия Победы в Отечественной войне 1812 года».
● Медаль Академии Российской словесности «400 лет Дому Романовых. Екатерина II».
● Памятная медаль Союза женщин России. За личный вклад в становление и развитие женского движения в Российской Федерации.
● Памятная медаль Союза женщин России. За бережное отношение к отечественной истории и вклад в дело утверждения достойного статуса женщины. 
● Наградной знак-медаль «Честь и польза». За благородство помыслов и дел. 
● Памятная юбилейная медаль Вольного экономического общества России «250 ВЭО России».
● Литературная премия им. Д. С. Лихачева. 
● «Гордость науки Кубани» как победитель краевого конкурса на лучшую научную и творческую работу среди преподавателей высших учебных заведений Краснодарского края в 2005, 2006 и 2007 годах. 
● Победитель Российского и Московского конкурса «Менеджер года» 2007 и 2008 годов

### Научные работы
● Женский труд в России. – СПб: Курьер, 1994.
● Роль общественных организаций в решении проблем женской занятости// Всероссийский женский конгресс Труд. Занятость. Безработица (29-30 ноября 1994 г.).
● Экономическая адаптация женщин в современных условиях. -  СПб: Курьер, 1995.
● Особенности современных технологий аудиторского дела//Сборник тезисов второй краевой научно-практической конференции молодых учёных.- Армавир, 1996.
●  Для чего женщина идёт в политику (по материалам Круглого стола)// Клуб Реалисты – Женщины. Политика.  Власть», 1996.
●  Роль женщины в экономических реформах. – СПб: Курьер, 1996.
●  Учёт затрат на хлебоприёмных предприятиях // Аудит и налогообложение.-1996.-№6.
● Проблемы взаимоотношений предприятий, налоговых органов и аудиторских фирм (на примере Краснодарского края).- Краснодар:  КубГАУ, 1997.
● Совершенствование экономического контроля и аудита на предприятиях по заготовке и переработке зерна: могография.-1997.-Деп. в ВНИИТЭИагропром,  №17320.
● Ценовая политика предприятий по заготовке и переработке хлебопродуктов// Сборник научных статей. - Кубанский государственный институт экономики и права и естественных специальностей, 1997. 
● Российский рынок зерна формируется сегодня (формирование и использование зерновых фондов)// Научные труды Международного Союза экономистов Вольного экономического общества России. М. – СПб, 1997.-т.4.
● Советы от Елены Тончу. Как начать своё дело//  Мир женщины.- 1998.-№8.
● Трудовые споры// Права женщин в России.-1998.-№3.
● Роль и место женщины в истории России// Кубань: проблемы культуры и информатизации.-1998.-№1(10).
● Как взыскать неполученную зарплату// Права женщин в России.-1998.-№3.
●  Гендерный аспект рыночных реформ.- Краснодар, 1998 г.
● Хозяйки земли Кубанской// Диалог женщин «We/мы».-1998. -№6(22).
● Взаимодействие предприятий с налоговыми органами и аудиторскими фирмами//Материалы межвузовской научно-практической студенческой конференции Проблемы экономики и управления современности. – Краснодар, 1998.
● Совершенствование налоговых отношений предприятий системы хлебопродуктов с налоговыми органами// Сборник тезисов докладов второй краевой школы-семинара молодых учёных.- Краснодар: Просвещение, 1998.
● Экономическая система связей сельхозпредприятий с предприятиями  по заготовке, хранению и переработке зерна на примере Краснодарского края: монография.-1998.- Деп. во ВНИИТЭИагропром, №17491.
● Экономический анализ аграрных реформ на примере отрасли хлебопродуктов Краснодарского края: монография. – 1998. – Деп. во ВНИИТЭИагропром, №17491.
● Основные пути экономического развития аграрных реформ: монография.-1998.- Деп. во ВНИИТЭИагропром, №17653.
● Ценовая и налоговая политика в агропромышленном комплексе.-1998.- Деп. во ВНИИТЭИагропром, №17511.
● Женская безработица на Кубани// О нас и нашем деле.-1999.- №1-2.
● Краснодарское краевое общественное движение Женщины XXI века// О нас и нашем деле.-1999.- №3-4.
● Пособия и льготы женщинам, имеющим детей// Права женщин России.-1999.- №6-7.
● Пути развития налоговой системы России: монография.-1999.-Деп. во ВНИИТЭИагропром, №17908.
● Переход к рыночной экономике на селе// Анализ эффективности и устойчивости сельскохозяйственного производства. - Краснодар: КубГАУ, 1999.-вып. 376(404).
● Анализ эффективности и устойчивости сельскохозяйственного производства//Анализ эффективности и устойчивости сельскохозяйственного производства. -  Краснодар: КубГАУ, 1999.-вып.376(404).
● Учёт производственных запасов предприятий отрасли хлебопродуктов// Анализ эффективности и устойчивости сельскохозяйственного производства. – Краснодар: КубГАУ, 1999.-вып.376(404).
● О некоторых аспектах традиционного воспитания в кубанской семье// Тезисы докладов на краевой научно-практической конференции Молодёжь и реформы: хозяева или рабы? – Краснодар, 1999.
● Взгляд экономиста: гендерный аспект рынка труда.- Краснодар, 2000.
● Вторичная занятость женщин: состояние проблемы// Экономика. Право. Печать.- 2000.-№1-3(6-8).
● Мир кубанской женщины// Родина.- 2000 .-№1-2.
● Изучение и пропаганда казачьих традиций через тематические программы для молодёжи//Материалы региональной научно-практической конференции Проблемы профилактики правонарушений среди несовершеннолетних. – Краснодар, 2000.
● Социально-экономические проблемы женского труда в системе рыночных отношений//Научные труды международного Союза экономистов Вольного экономического общества России. - М.-СПб, 2000.-т.7.
● Гендерная экспертиза положения женщин на рынке труда Краснодарского края: монография.- Краснодар: КубГАУ, 2000.
● Кубанские женщины в реформируемой экономике.- Краснодар: КубГАУ, 2000.
● Современная налоговая система и её роль в регулировании экономики.-2000.- Деп. во ВНИИТЭИагропром, №18184. 
● Экономическое развитие структуры производства, заготовки, хранения и реализации зерна: монография.-2000. Деп. во ВНИИТЭИагропром, №18175. 
● Формирование и основные направления развития зернового рынка: монография.-2000.-Деп. во ВНИИТЭИагропром, №18174.
● Сфера занятости сельских женщин//Сб. науч. тр.: Совершенствование эффективности использования производственного потенциала АПК краснодарского края. – Краснодар, 2001. – ч.1.
● Управление трудовыми ресурсами в аграрном производстве//Сб. науч. тр. : Совершенствование эффективности использования  производственного потенциала АПК Краснодарского края . – Краснодар, 2001. – ч.2.
● Экономические проблемы управления женскими трудовыми ресурсами: монография. – Краснодар: КубГАУ, 2001. 
● Проблемы повышения эффективности аграрного производства на основе улучшения использования трудовых ресурсов: монография. – Краснодар, 2001. - Деп. во ВНИИТЭИагропром, №98 ВС-2201.
● Проблемы повышения эффективности использования женского труда в агропромышленном комплексе Краснодарского края: монография. - Краснодар: КубГАУ, 2002.
● Социально-экономические проблемы женского труда в системе рыночных отношений// Вестник государственного социального страхования.-2002.-№3(15). 
● Профессиональная мобильность женских трудовых  ресурсов в современных экономических условиях// Вестник государственного социального страхования.- 2002 .-№5(17). 
● Проблемы использования женского труда в аграрных формированиях Краснодарского края//Сборник научных трудов кафедры экономики и внешнеэкономической деятельности//КубГАУ.- Краснодар, 2002. 
● Государственное регулирование использования женских трудовых ресурсов//Экономика и обеспечение устойчивого развития АПК Краснодарского края// КубГАУ.- 2002.
● Экономические факторы формирования женских трудовых ресурсов//Сб. науч. тр.: Проблемы совершенствования учётно-экономической деятельности в агропромышленном комплексе. – Краснодар, 2002.
● Роль женщин в интенсификации сельскохозяйственного производства//Сб. науч. тр.: Проблемы совершенствования учётно-экономической деятельности в агропромышленном комплексе. – Краснодар, 2002.
● Экономические проблемы управления агропромышленными формированиями  на основе повышения  эффективности использования женских трудовых ресурсов (на примере Краснодарского края): монография. – Краснодар: КубГАУ, 2002. – Деп. во ВНИИТЭИагропром, №53 ВС-2002.
● Экономические факторы формирования и использования женских трудовых ресурсов в АПК Краснодарского края: монография. – Краснодар: Куб ГАУ, 2002. – Деп. во ВНИИТЭИагропром, №14 ВС-2002.
● Роль женских трудовых ресурсов в структурной перестройке экономики России// Международный сельскохозяйственный журнал.-2002.-№3.
● Адаптация женщин села к экономическим реформам// Международный сельскохозяйственный журнал.-2003.- №6.
● Истоки милосердия на Большой Ордынке//Вестник государственного социального страхования.- 2003.-№9(33).
● Забота о бедных, немощных и страждущих – дело государства и общества// Вестник государственного социального страхования.-2003.- №12(36).
● Женский ключ к национальной экономике: монография. - Краснодар: КубГАУ, 2003.
● На память будущему// Партнер.-2005.-№2(7).
● Вступительная статья Обозрение прав и обязанностей российского купечества и вообще всего средняго сословия. – М.: Издательский Дом ТОНЧУ,2005.
● Соль земли// Научные труды Вольного Экономического Общества России. – М.: Издательский Дом ТОНЧУ, 2006.-(Т.6: Экономическое наследие А.В. Чаянова).
● Наше бесценное наследие и достояние//Научные труды Вольного Экономического Общества России. – М.: Издательский Дом ТОНЧУ, 2006. – (Вып. №58: А.В. Чаянов. О бюджетных исследованиях).
● Учёт расчётов при сверхурочных работах//Учётно-аналитическое обеспечение устойчивого развития экономики  организаций и предприятий: Труды ФГОУ ВПО КубГАУ. – Краснодар, 2010. – Вып. №515(505).

### Книги
● Настольная книга женщины: Как организовать своё дело. - СПб.: Знание России, 1998.
● Настольная книга женщины: Женщины Кубани. - СПб.: Знание России, СПб, 1998 .
● Россия – женская судьба. - СПб.:  Знание России, 1998.
● Россия. Женщина. Земля. Семья. – СПб.: Знание России, 2000.
● Женский ключ к национальной экономике. – М.: Издательский Дом ТОНЧУ, 2003.
● Россия – страна материнская. – СПб.: Издательский Дом ТОНЧУ, 2004.
● Россия – женская судьба. Век X-XIX. – СПб.: Издательский Дом ТОНЧУ, 2004.
● Россия – женская судьба. Век XIX-XX. – СПб.: Издательский Дом ТОНЧУ, 2004.
● Россия – женская судьба. Век XX-XXI. – СПб.: Издательский Дом ТОНЧУ, 2004.
● Благотворительная Россия. – СПб.:  Издательский Дом ТОНЧУ, 2005.
● Они победили. -  СПб.: Издательский Дом ТОНЧУ, 2005.
● Большой бизнес для маленьких детей. – М.: Издательский Дом ТОНЧУ, 2007.
● Занимательные налоги.-2-е изд., перераб. и доп.– М.: Издательский Дом ТОНЧУ, 2007.
● Поэтические легенды России. – М.: Издательский Дом ТОНЧУ, 2008.
● У милосердия женское лицо. – М.: Издательский Дом ТОНЧУ, 2008.
● Мадонны Земли Русской. – М.: Издательский Дом ТОНЧУ, 2008.
● Москва милосердная. – М.: Издательский Дом ТОНЧУ, 2008.
● Кубань: от невероятного к очевидному/авт.-сост. – М.: Издательский Дом ТОНЧУ, 2009.
● Дорогая моя, бесценная…/авт.-сост. – М.: Издательский Дом ТОНЧУ, 2009.
● Основы делового мира. – М.: Издательство ТОНЧУ, 2009.
● Женщина и война. – М.: Издательский Дом ТОНЧУ, 2009.
● Женщина и образование. – М.: Издательский Дом ТОНЧУ, 2009.
● Женщина и общество. – М.: Издательский Дом ТОНЧУ, 2009.
● Женщина и власть. – М.: Издательский Дом ТОНЧУ, 2009.
● Казаки на защите рубежей Отечества. – М.: Издательский Дом ТОНЧУ, 2010.
● Ленинградские мадонны. – М.: Издательский Дом ТОНЧУ, 2010.
● Святое слово – МАМА. – М.: Издательский Дом ТОНЧУ, 2010.
● Истоки и традиции московского добровольчества. – М.: Издательский Дом ТОНЧУ, 2010.
● Российское добровольчество. – М. : Издательский Дом ТОНЧУ, 2011.
● Святые женщины России. М.: Издательский Дом ТОНЧУ, 2012.
● О Белле Железной замолвите слово. – М.: Издательский Дом ТОНЧУ, 2014.
● Имена женщин России. Елена. – М.: Издательский Дом ТОНЧУ, 2014.
● Имена женщин России. Татьяна. – М.: Издательский Дом ТОНЧУ, 2015.
● Имена женщин России. Екатерина. – М.: Издательский Дом ТОНЧУ, 2015.
● Имена женщин России. Александра. – М.: Издательский Дом ТОНЧУ, 2015.
● Имена женщин России. Нина. – М.: Издательский Дом ТОНЧУ, 2015.
● Женщина и литература: в 2 т. – М.: Издательский Дом ТОНЧУ, 2015.
● Имена женщин России. Ольга. – М.: Издательский Дом ТОНЧУ, 2017.
● Имена женщин России. Мария. – М.: Издательский Дом ТОНЧУ, 2017.
● Имена женщин России. Анна. – М.: Издательский Дом ТОНЧУ, 2017.
● Имена женщин России. Елизавета. – М.: Издательский Дом ТОНЧУ, 2017.
● Имена женщин России. Вера, Надежда, Любовь, Софья. – М.: Издательский Дом ТОНЧУ, 2019.